# Sistema de Três Idades

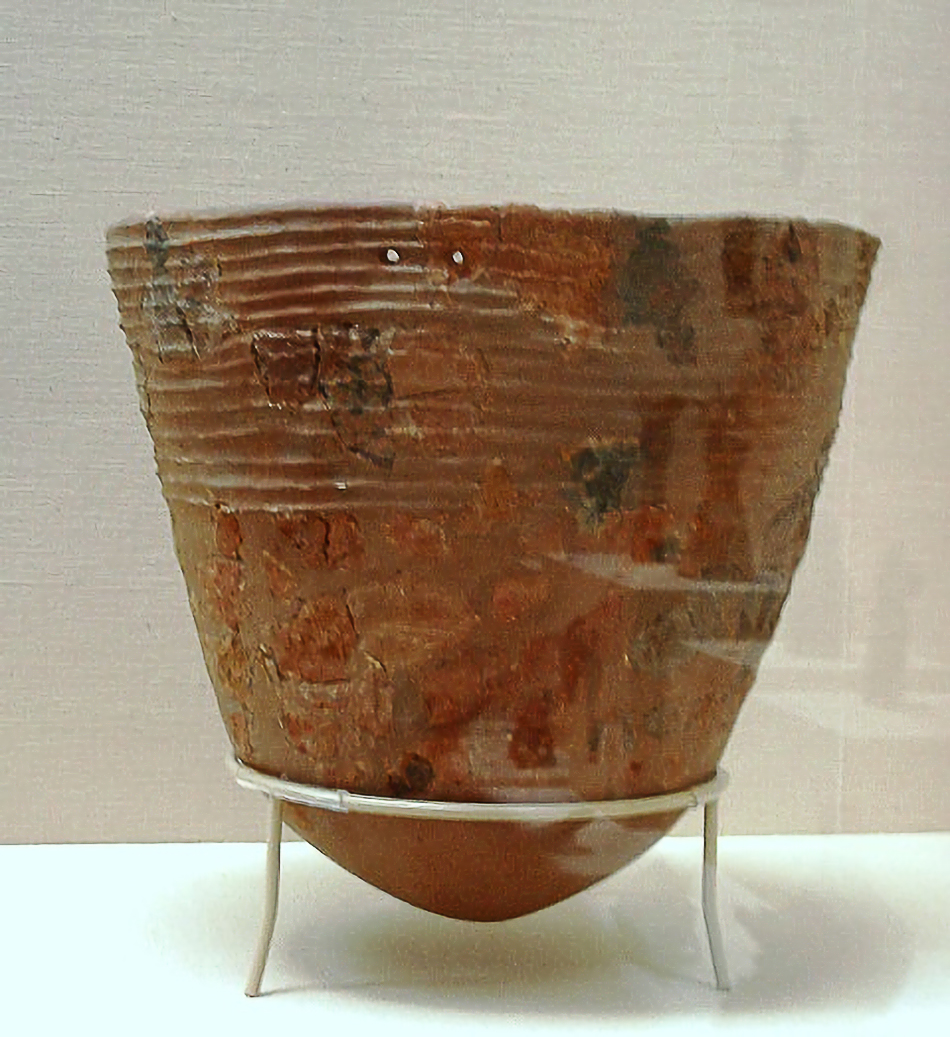
Cerâmica Jomon, idade da pedra japonesa.

O Sistema de Três Idades consiste na divisão da pré-história humana em três períodos consecutivos, de acordo com o método de manufatura de ferramentas da época, sendo utilizado em arqueologia e antropologia:
- Idade da Pedra
- Idade do Bronze
- Idade do Ferro

Em 1820, Christian Jürgensen Thomsen, ordenou as coleções do Museu Nacional de Copenhague em função dos materiais com que os artefatos eram feitos, criando a classificação. A origem inicial porém era mais distante.
Na mitologia grega, houve cinco idades dos homens: a Idade do Ouro, que viveu na época que Cronos era rei dos deuses, a Idade da Prata, criada pelos deuses do Olimpo e destruída por Zeus porque eles não queriam adorar os deuses, a Idade do Bronze, criada por Zeus, quando usavam-se instrumentos de bronze e não se conhecia o ferro, a Idade dos Herois, de homens chamados de semi-deuses, e a quinta, a Idade do Ferro, que continuava até os dias de Hesíodo.
A metáfora das idades dos metais continuou sendo utilizada pelos romanos, porém Lucrécio substituiu o conceito de decadência moral, por aquele de progresso, concebido como similar ao crescimento individual do ser humano, num conceito evolutivo. Lucrécio descreveu uma série de períodos baseados no uso de pedra (e madeira), bronze e ferro, respectivamente.

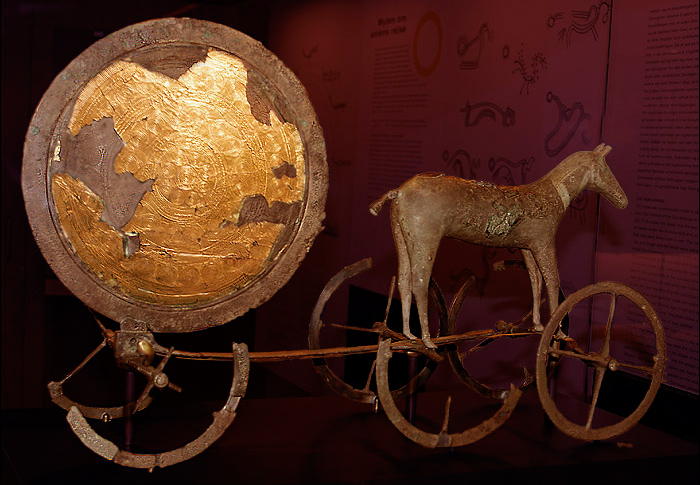
Artigo da Idade do Bronze, Museu Nacional da Dinamarca.

O grande interesse em artefatos antigos que foi despertado pelo  Renascimento, levou Michele Mercati, superintendente dos Jardins do Vaticano, no final do século XVI, a examinar com cuidado uma série de objetos de pedra, após questionar o motivo pelo qual se utilizava pedra em vez de metais para sua confecção, chegou a conclusão que, devido à falta de tecnologia da época, o homem não dominava então a metalurgia, também recorrendo a citações da bíblia para demonstrar que houvera uma idade da pedra anterior. Mercati passou a adotar o sistema de Lucrécio para classificar os artefatos.
Pouco depois, em 1732, na França, Nicholas Mahudel, médico, antiquário e numismata, escreveu um artigo que definia  três usos de pedra, bronze e ferro em ordem cronológica, denominado Les Monumens les plus anciens de l'industrie des hommes, et des Arts reconnus dans les Pierres de Foudres, ou "Os monumentos mais antigos da indústria dos homens, e as artes reconhecidas nas Pedras de Foudres" Ali ele expandia conceitos de Antoine de Jussieu, publicados em 1723, em  De l'Origine et des usages de la Pierre de Foudre. Mahudel, propõe, não um, mas dois usos para a pedra, além de um para o bronze e outro para o ferro.

## Aplicação na África
Na década de 1920, arqueologistas sul-africanos que estavam organizando coleções de ferramentas de pedra daquele país observaram que eles não se encaixavam nos detalhes do Sistema de Três Idades. Nas palavras de J. Desmond Clark,
 "Logo se percebeu que a divisão em três partes da cultura em Idades da Pedra, Bronze e Ferro adotada no século XIX para a Europa não tinha nenhuma validade na África fora do vale do Nilo."
Consequentemente, eles propuseram um novo sistema para a África, o Sistema de Três Estágios. Tal sistema é válido para o norte da África; na África Subsariana, o sistema é o melhor. Na prática, o fracasso dos arqueólogos africanos em manter essa distinção na mente, ou explicar o que cada um significa, contribui para grandes equívocos presentes na literatura. Existem efetivamente duas Idades da Pedra, uma parte das Três idades e outra que constitui os Três estágios. Eles se referem aos mesmos artefatos e tecnologias, mas variam de acordo com a localidade e época.
O Sistema de três estágios foi proposto em 1929 por Astley John Hilary Goodman, um arqueólogo profissional, e Clarence van Riet Lowe, um engenheiro civil e arqueólogo amador, em um artigo intitulado "Culturas da Idade da Pedra na África do Sul" no jornal Anais do Museu Sul-africano. Até então, as datas do começo da Idade da Pedra, ou Paleolítico, e final da Idade da Pedra, ou Neolítico (neo = novo), eram muito sólidas e eram consideras por Goodwin como absolutas. Ele, então, propôs uma cronologia relativa de períodos com datas variáveis, que se chamaria de Idades da Pedra Inicial e Tardio. A Idade da Pedra Média não iria trocar de nome nem significaria Mesolítico.
A dupla, assim, reinventou a Idade da Pedra. Na África Subsaariana, entretanto, ela terminou com a intrusão da Idade do Ferro pelo norte. O Neolítico e a Idade do Bronze nunca ocorreram. Além disso, as tecnológicas incluídas nesses 'estágios', como Goodwin os chamava, não eram exatamente os mesmos. Desde então, os termos relativos originais passaram a se identificar com as tecnologias do Paleolítico e Mesolítico, então eles não eram mais relativos. Ademais, havia uma tendência de diminuiu o grau comparativo em favor do positivo: resultando em dois grupos de Idades da Pedra Inicial, Médio e Tardio com conteúdo e cronologias bem diferentes
Por um acordo voluntário, os arqueólogos respeitam as decisões do Congresso Pan-Africano de Pré-História, que se encontra a cada quatro anos para resolver assuntos de arqueologia trazidos a ele. Os delegados são internacionais; a organização leva o nome do tema. Louis Leakey sediou o primeiro evento em Nairobi, em 1947. Adotava-se o Sistema de Três Estágios de Goodman e Loew naquela época.